# VDL NedCar

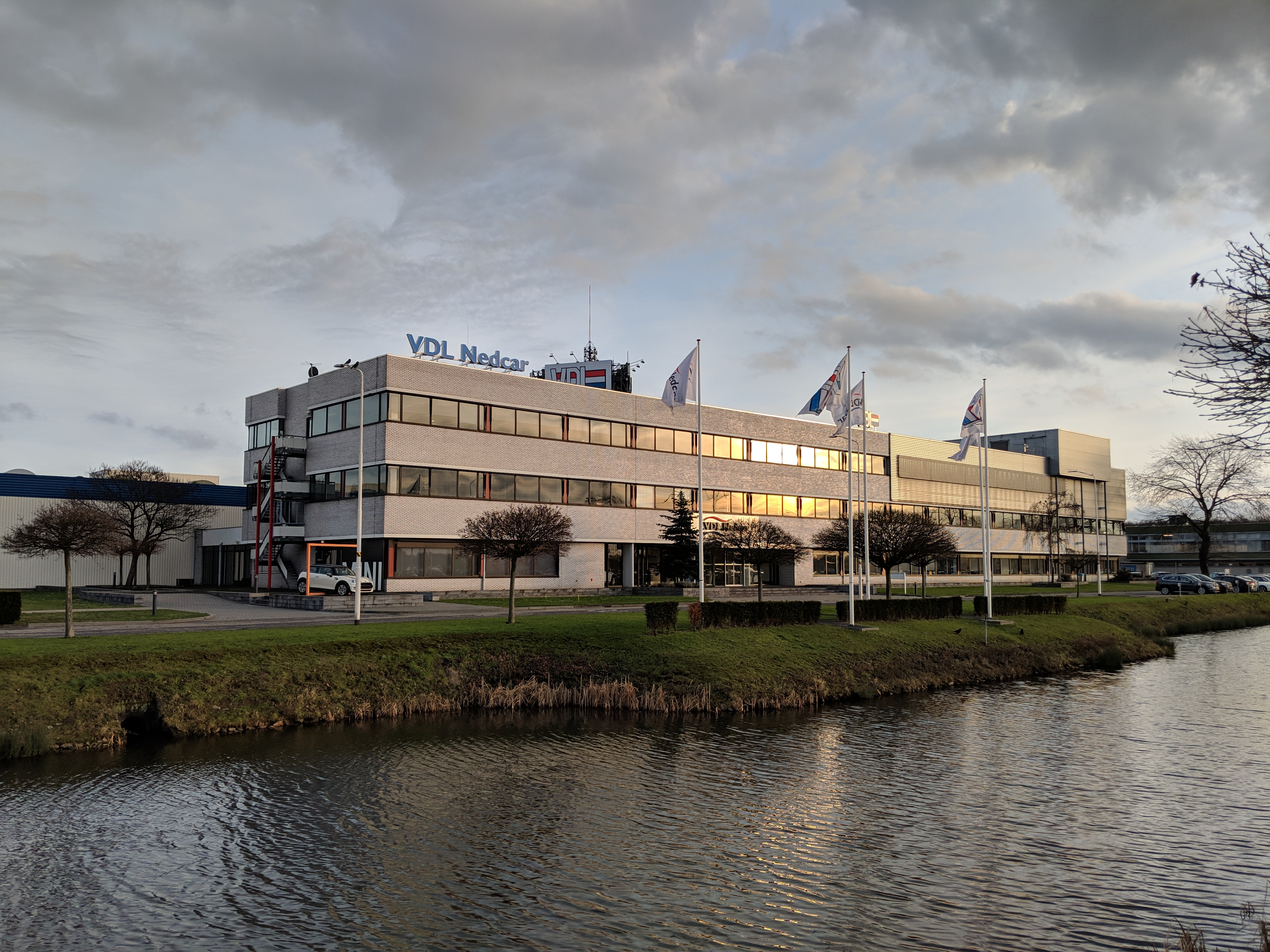
NedCar-Werk in Born

VDL Nedcar (Abkürzung für Netherlands Car B.V.) ist ein Automobilfertigungswerk der VDL Groep. Nedcar ist das einzige große Serienautomobilwerk der Niederlande; es befindet sich im limburgischen Born, das heute zur Gemeinde Sittard-Geleen gehört. Nedcar existiert seit August 1991. Im Oktober 2020 arbeiten rund 4500 Mitarbeiter in dieser Fabrik.
VDL Nedcar verfügt über keine eigenen Produkte, sondern baut nur Fahrzeuge für andere Hersteller. Das Unternehmen steht damit in einer Reihe mit Magna Steyr in Österreich und Valmet Automotive in Finnland, die in gleicher Weise nur Auftragsfertigung für andere Hersteller anbieten.

## Geschichte

### 1967: Ein neues Werk für DAF
1967 ließ der niederländische Fahrzeughersteller DAF eine neue Automobilfabrik in Born errichten, in der ab 1967 die DAF-Personenwagen 33, 44, 55 und 66 vom Band rollten.

### 1975: Übernahme durch Volvo
1972 beteiligte sich Volvo mit 33 % an diesem Werk und stockte seinen Anteil bis 1975 auf 75 % auf. Das Werk wurde auch im selben Jahr in Volvo Car B.V. umbenannt; die DAF-66-Modelle trugen fortan das Volvo-Logo und hießen seitdem auch Volvo 66, der DAF 46 behielt seinen Namen.
Der als Volvo 340 und 360 erschienene Nachfolger des 66 wurde auch noch fast komplett von DAF entwickelt. Die Motoren für seine kleinste Modellfamilie bezog Volvo von Renault, der Volvo 360 erhielt unter anderem den Volvo-Motor B200.

Der Nachfolger der 300-Serie – die 400-Serie (440, 460 und 480) – wurde ebenfalls in Born produziert.

### 1995: Kooperation von Volvo mit Mitsubishi
Anfang der 1990er Jahre plante Volvo das zunehmend unrentabler werdende Werk zu schließen. Der niederländische Staat half bei der Suche nach einem Kooperationspartner, da es für Volvo unmöglich gewesen wäre, das Werk alleine zu halten. Mit Mitsubishi Motors wurde ein Partner gefunden, der an der Errichtung oder dem Betrieb einer europäischen Fertigungsstätte interessiert war. Das Joint Venture zwischen Volvo, Mitsubishi und dem niederländischen Staat (je 33 %) wurde dann im August 1991 beschlossen.
Bis 1995 wurde das Werk nach dem Vorbild eines japanischen Mitsubishi-Werks stark modernisiert, so dass ab Ende 1995 die ersten niederländischen Mitsubishis (Carisma) sowie die neuen Volvo S40/V40 produziert werden konnten. Ab diesem Zeitpunkt hieß das Werk auch offiziell NedCar.
Am 15. Februar 1999 verkaufte die niederländische Regierung ihre Anteile an Nedcar zu gleichen Teilen an Volvo und Mitsubishi, die damit jeweils 50 % besaßen.
1999 wurde auch das dritte Modell, der Mitsubishi Space Star, vorgestellt, das bei Nedcar gebaut werden sollte.
Am 30. März 2001 verkaufte Volvo seinen Anteil von 50 % an Mitsubishi, da die Nachfolgemodelle von S40 und V40 ab 2004 in Belgien bei Volvo Cars Gent gebaut werden sollten.

### 2004: Kooperation von Mitsubishi mit Smart
2002 schlossen Mitsubishi und Smart einen Vertrag, dass der viersitzige Smart Forfour bei Nedcar gebaut werden sollte.
2003 wurde das viermillionste Auto, ein Mitsubishi Space Star, produziert.
2004 wurde der letzte Volvo bei Nedcar gebaut. Mitsubishi und Smart begannen mit der Produktion ihrer Kleinwagenmodelle Mitsubishi Colt und Smart Forfour.

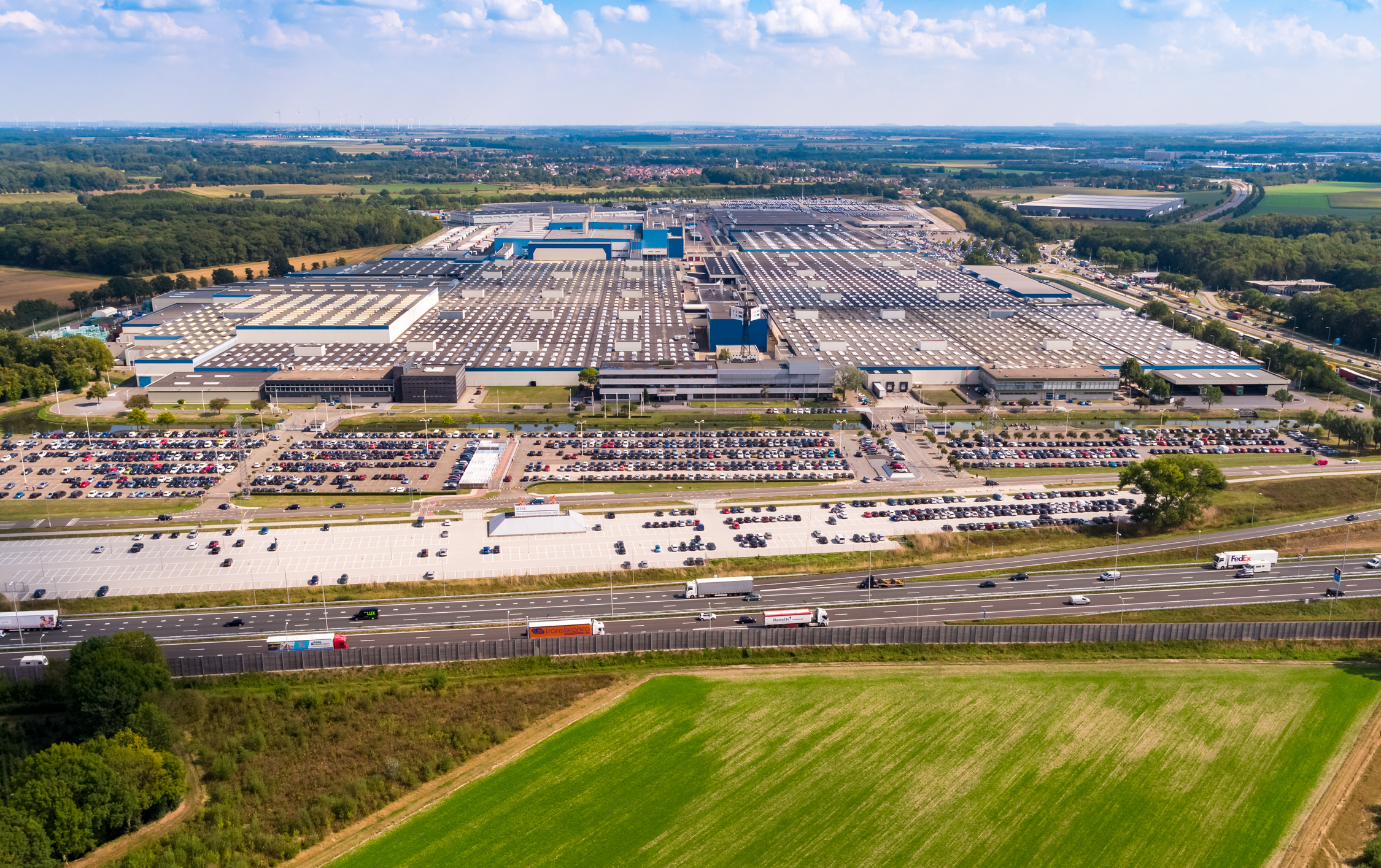
Luftbild des Werkes

### 2006: Nur noch Mitsubishi
2006 gab DaimlerChrysler bekannt, die Fertigung des Smart Forfour bald einzustellen. DaimlerChrysler zahlte an Mitsubishi eine Entschädigung in dreistelliger Millionenhöhe und vereinbarte mit der Regierung Sozialprogramme, um den schrittweisen Abbau der Arbeitsplätze sozialverträglich zu gestalten. Etwa ein Drittel der Beschäftigten in Born war von dieser Maßnahme betroffen.
Der in Europa seit Dezember 2006 verkaufte Mitsubishi Outlander wurde zwischen 2007 und 2012 im Werk Born gebaut. Alle für den europäischen Markt vorgesehenen Versionen des Outlander liefen in Born vom Band (vorher Werk Nagoya, Japan). Nicht betroffen von dieser Neuregelung waren die von Mitsubishi an PSA (Peugeot, Citroën) gelieferten SUV, deren Produktionsstandort jedoch innerhalb Japans verlagert wurde.

### 2012: Übernahme durch VDL, Kooperation mit BMW
2012 kündigte Mitsubishi an, die Produktion in Born aufzugeben. Die niederländische VDL Groep kaufte die Fabrikanlagen und renovierte sie grundlegend. Verhandlungen mit der BMW Group verliefen erfolgreich, und die Produktion von bestimmten Minis begann am 17. Juli 2014. 2017 wurde auch die Produktion des BMW X1 aufgenommen. 

### 2024: Ende des Engagements von BMW
Im Juni 2020 wurde bekannt, dass BMW die Produktion des X1 bei NedCar nach 2023 nicht fortsetzen wird. Im Oktober 2020 gab VDL NedCar bekannt, dass BMW auch die Lieferverträge für den MINI Countryman nicht verlängern wird. Im Juli 2022 gab VDL Nedcar bekannt, dass die Zusammenarbeit mit BMW und damit des Produktionsende um vier Monate auf den 1. März 2024 verlängert wurde. Am 16. Februar 2024 rollte der letzte Mini bei NedCar vom Band.
Seitdem ist VDL auf der Suche nach neuen Auftraggebern – bislang ohne Erfolg.

### Bisher in Born produzierte Modelle
| Produktionszeit | Marke und Modell      | Produktionszahl |
| --------------- | --------------------- | --------------- |
| 1967–1974       | DAF 33                | 76.339          |
| 1967–1976       | DAF 44/46             | 178.593         |
| 1968–1972       | DAF 55                | 164.231         |
| 1972–1981       | DAF 66 / Volvo 66     | 252.164         |
| 1976–1991       | Volvo 340/360         | 1.100.000       |
| 1985–1996       | Volvo 440, 460, 480   | 689.315         |
| 1995–2003       | Mitsubishi Carisma    | 391.345         |
| 1995–2004       | Volvo S40/V40         | 1.000.000       |
| 1998–2004       | Mitsubishi Space Star | 268.089         |
| 2004–2006       | Smart Forfour         | 132.706         |
| 2004–2012       | Mitsubishi Colt       | 419.174         |
| 2008–2012       | Mitsubishi Outlander  | 59.667          |
| 2014–2024       | Mini Hatch            | → von 2014      |
| 2015–2024       | Mini Cabrio           | → bis 2023      |
| 2016–2024       | Mini Countryman       | → insgesamt     |
| 2017–2024       | BMW X1                | = 1.168.791     |